# Äggröran 5
Äggröran 5 är den femte skivan i en serie av samlingsskivor med mestadels svenska punkband. Skivorna släpps av Ägg Tapes & Records.

## Äggröran 5
1. Sten & Stalin - Terrorattacker
2. Plogvägen - Muren
3. Mimikry - Politik
4. Farfars Kateter - Samhället suger
5. Unos kanoner - Sätt benet i halsen på borgarjävlarna
6. Svintask - Värt att vänta på
7. S. L .Y - 168 timmar
8. Tinnitus - Hängpattar
9. Lok - Lärarjävel
10. Gbg punx - Hatar dej
11. A-laget - Bejbi blå
12. Tekla knös - För mycket ingenting
13. Beinkjör (Norge) - Ikke invitert
14. Kurtkaka - Svamp
15. Högafflers - Än sen!
16. Veckans klubba - Vänga mööse
17. Egotrippers - Amerikaner
18. Jack Brothers - Varning för snuten
19. Iguana Party - Himmel över Borås
20. Instinkt - Jorden snurrar vidare
21. SBD - Kossan mu
22. Drekkameratene (Norge) - Drekk
23. Malte X - Kärlekshunger
24. Väs - Skäggapa
25. Planet Trash - Vuxendagis
26. Dozärne (Norge) - Trollmor
27. Sex n' samlevnad - Ludret i Amsterdam
28. Kulturmaffian (Finland) - Döden dö
29. Fattijons - Joey Ramone
30. Ohlson har semester production - Den som söker